# Carnegie Lake

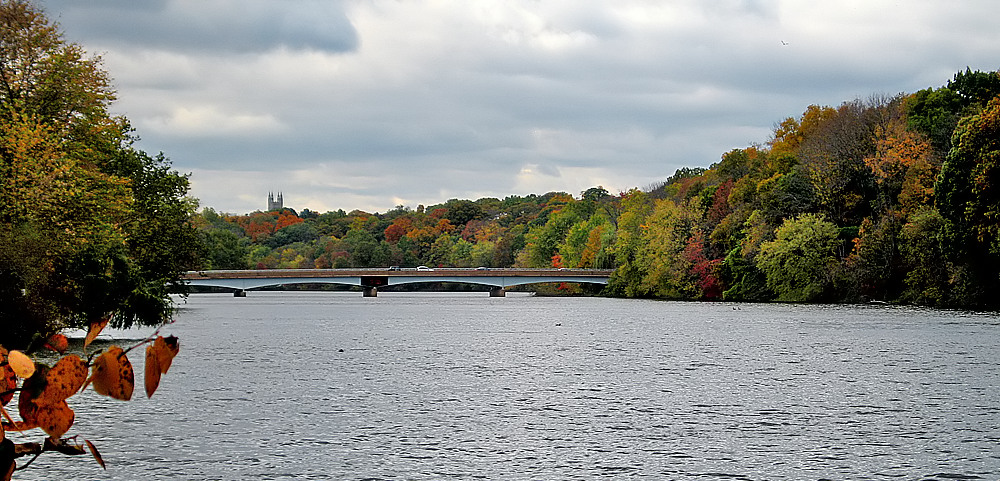
Carnegie Lake

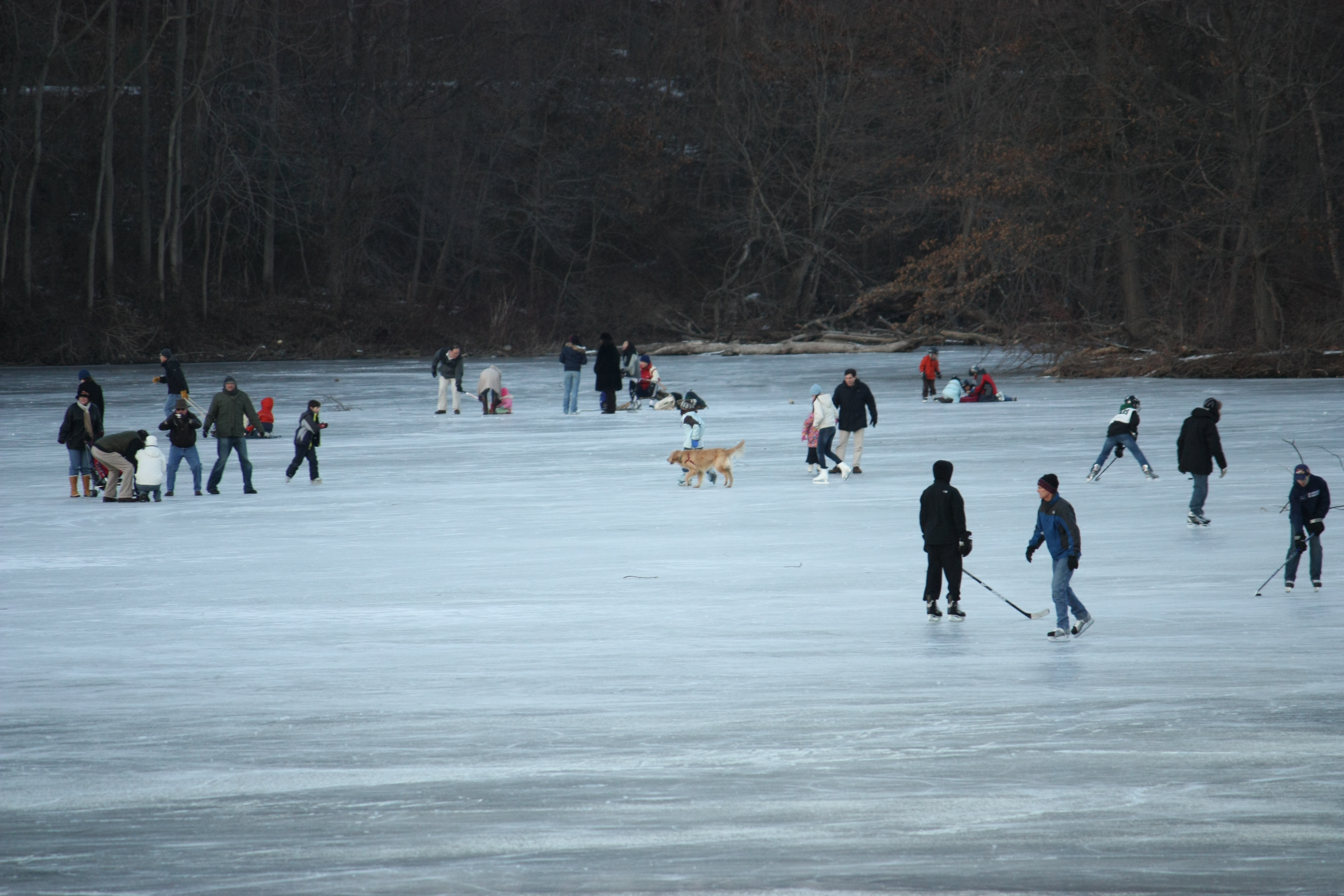
Łyżwiarze na zamarzniętym zbiorniku Carneige

Carnegie Lake – zbiornik wodny powstały po wybudowaniu tamy na Millstone River w najdalej wysuniętym na północny wschód punkcie Princeton w New Jersey.
Jezioro stanowi własność prywatną i jest używane przez uniwersyteckie drużyny wioślarskie. Jest jednak dostępne do użytku publicznego dla łyżwiarzy, wędkarzy i piknikowiczów. Przez długi czas jezioro było zanieczyszczone, co ma swoje konsekwencje w poziomie bezpieczeństwa tego miejsca. Obecnie trwają prace na rzecz poprawy jakości wody w zbiorniku.
Widok z lotu ptaka na Jezioro Carnegie znajduje się w początkowej sekwencji amerykańskiego serialu obyczajowego Dr House.

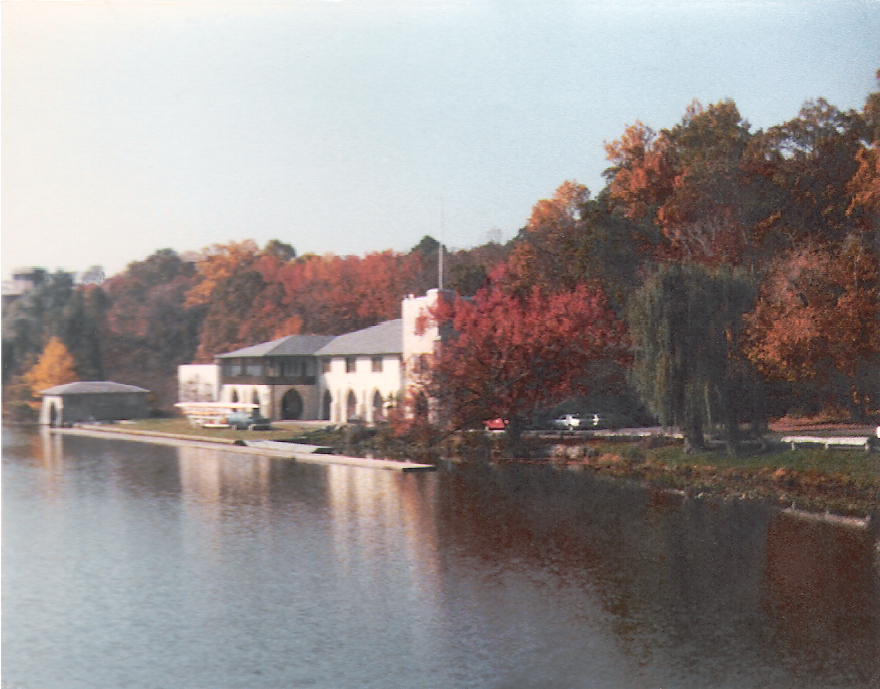
Jesień nad Carnegie Lake

## Historia
Przed powstaniem jeziora, członkowie wioślarskiej drużyny Princeton University pływali po wąskim kanale Delaware and Raritan Canal, który dzielili ze statkami śródlądowej żeglugi handlowej. Zespół omawiał dążenie do zbudowania jeziora w Princeton, ale plany nigdy nie zostały opracowane. W roku 1902, jeden z byłych członków zespołu, Howard Russel Butler, został poproszony o sportretowanie filantropa Andrew Carnegie. Podczas pozowania Carnegie rozwodził się nad jeziorami, które wybudował w rodzinnej Szkocji. Butler przedstawił mu omawiany wcześniej z drużyną pomysł budowy jeziora, a Carnegie zgodził się wziąć udział w projekcie. Butler poprosił o oszacowanie potencjalnych kosztów i możliwości budowy takiego jeziora w Princeton. Po rozmowach z inżynierami z Nowego Jorku, Carnegie oszacował koszty na 118.000 $.
Andrew Carnegie odwiedził kampus uniwersytecki, żeby zobaczyć plac przyszłej budowy i wkrótce potem autoryzował Butlera do rozpoczęcia robót. W 1903 r. grupa absolwentów Princeton zaczęła skupywać tereny na których miało powstać jezioro. Ci z kolei odsprzedawali zakupione pola  Carnegie'owi. Ruch taki miał na celu uniknięcie podejrzeń co do planu u lokalnych mieszkańców oraz pozwolił zakupić potrzebną ziemię po niższej kwocie. Do 1905 r. potrzebny teren został zakupiony, rozpoczęto jego oczyszczanie a następnie budowę mostów i tamy.

## Problemy ekologiczne
Ze względu na początkowo niewielką głębokość, powodzie i zamulenie stały się problemem dla okolicznych terenów. Kłopotliwa była również szybka kumulacja ścieków, przynoszonych z pobliskich miast przez Millstone River. Rozbudowa oczyszczalni nie nadążała za gwałtownym wzrostem liczby ludności. Jezioro było trzykrotnie pogłębiane: w 1927 r., pod koniec lat 30. i ostatni raz w 1971 r. Wówczas wyrównano głębokość do 9 stóp (2,75 m)  w odległości 35 stóp od linii brzegowej (10,7 m).